# Revers (Numismatik)

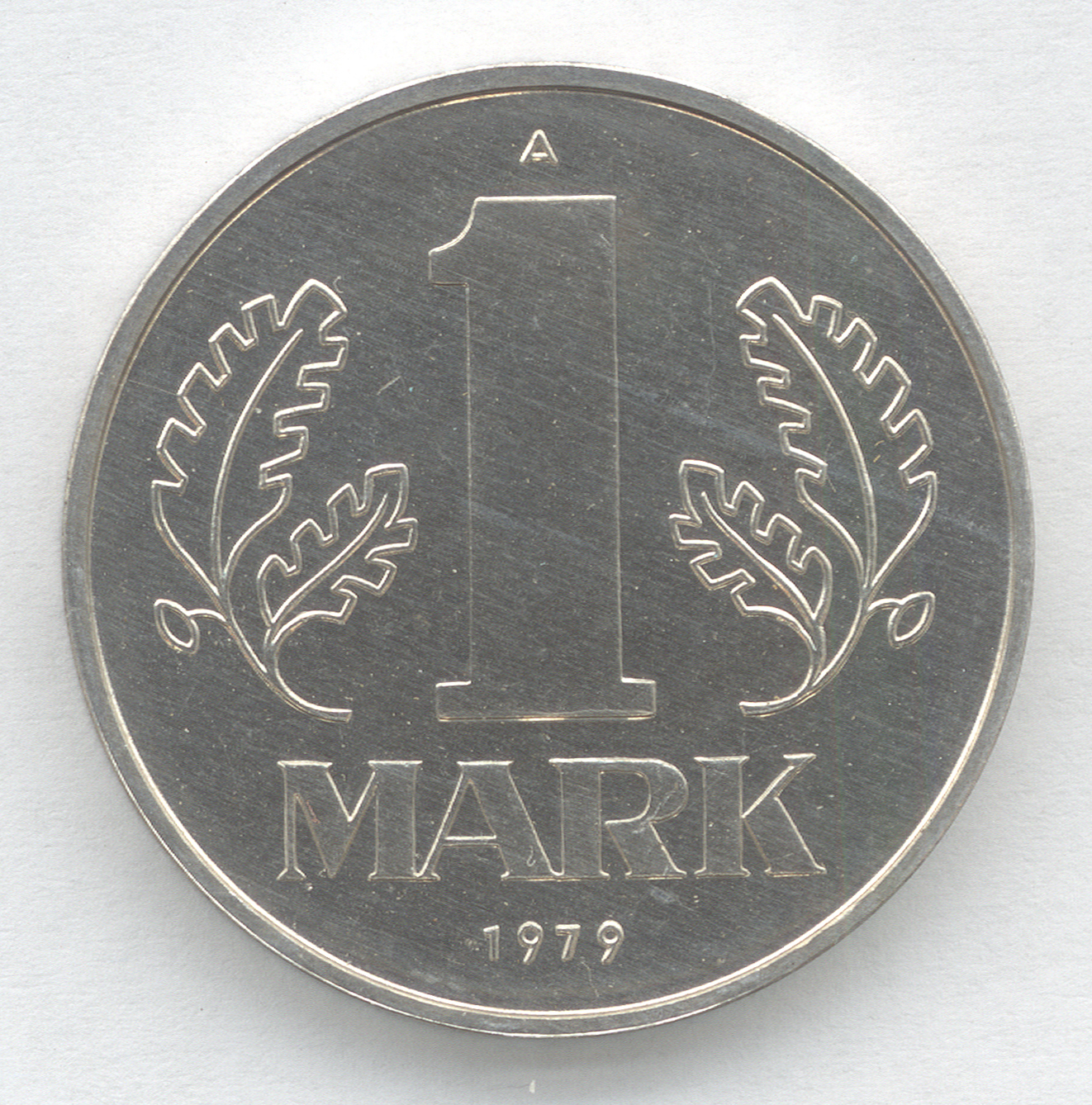
Wertseite (1-Mark-Münze der DDR)

Der Revers (Abkürzung Rv.), auch Wertseite genannt, ist in der Numismatik die Rückseite (Abkürzung Rs.) einer Münze. Die Vorderseite wird als Avers bezeichnet.

## Herkunft
Das international gebräuchliche Substantiv Revers wurde aus der französischen Sprache zur Bezeichnung der Rückseite numismatischer Objekte übernommen. Französisch revers bedeutet allgemein „Rückseite“.
Die Begriffe Avers und Revers im Sinne von „Vorderseite“ und „Rückseite“ werden auch bei Medaillen, Orden und Ehrenzeichen, Siegeln und Flaggen verwendet.

## Verwendung
In der Numismatik wird unter dem Begriff Revers immer die Rückseite einer Münze verstanden. Darüber, welche Seite einer Münze Vorderseite und welche Rückseite ist, bestehen unterschiedliche Auffassungen. So bezeichnen amtliche Dokumente aber auch Publikationen die einheitliche Wertseite der Euromünzen, die den Zahlenwert und die Aufschrift Euro oder Euro Cent zeigt, als Vorderseite oder europäische Münzseite und die unterschiedliche Bildseite, die Motive mit national–symbolischen Charakter zeigt, als Rückseite oder nationale Seite. Die Problematik der Zuordnung wird zunehmend durch die Verwendung der Begriffe Bild- und Wertseite umgangen, die sich bei Münzen meist eindeutig zuordnen lassen.
Es gibt jedoch auch Münzen, die weder eine Vorderseite noch eine Rückseite haben, wie beispielsweise der Schmalkaldische Bundestaler mit einer sächsischen und einer hessischen Seite.

## Motive
Moderne Münzen zeigen auf der Wertseite als Aufschrift häufig den Nominalwert der Münze entsprechend der Stückelung einer Währung.
Auf sehr alten Münzen wird die Rückseite angedeutet durch ein Quadratum incusum. Später war auf dem Revers ein Attribut des auf der Vorderseite dargestellten Gottes abgebildet oder eine Figur, die auf besondere Ereignisse, Orte und Mythen oder auf vorzügliche Produkte und dergleichen hinwies.
Die römischen Münzen zeigen auf der Rückseite gewöhnlich eine Götterfigur oder den Kaiser mit Götterfiguren gruppiert, oft auch nur eine Inschrift. Münzen der römischen Kolonien zeigen zum Beispiel einen Priester, der pflügende Ochsen antreibt, oder die von der Wölfin gesäugten Zwillinge Romulus und Remus. Münzen der Militärkolonien zeigen den Legionsadler und das Vexillum.
Die von der markgräflichen Münze in Brandenburg von 1280 bis 1369 geprägten Münzen zeigen auf der Rückseite Kreuze, Sterne, Helme usw.
Zuweilen unterscheidet sich auch die Rückseite von der Vorderseite durch Anwendung einer anderen Sprache in der Inschrift, wie auf den Münzen der griechisch-indischen Könige.